# 西北省 (海地)
西北省是海地的10個省之一，位於該國西北部，首府設於和平港，東鄰北部省，南毗阿蒂博尼特省，面積2,103平方公里，下分3縣，2015年人口728,807，人口密度為每平方公里315.2人。
19°57′00″N 72°50′00″W / 19.95°N 72.8333°W
1. ↑  http://www.ihsi.ht/pdf/projection/Estimat_PopTotal_18ans_Menag2015.pdf [裸網址]
2. ↑  . hdi.globaldatalab.org.   [2018-09-13] （英语）.